# 村上一行
村上 一行（むらかみ かずゆき、1945年6月21日 - ）は、岡山県出身の元競艇選手。
息子の純は現役のボートレーサー。

## 来歴
22期生としてデビューし、同期には黒明良光・中道善博・安部邦男・永松栄がいる。村上の同期は「花の22期生」と称され、記念（SG・GI）覇者を9名も輩出し、内4名がSGタイトルに輝いている。22期ではまず安部が1969年の下関15周年で記念優勝に到達し、次いで村上も1971年に鳴門18周年優勝、その後に永松が続いた。当時は村上と永松の方が中道より評価が高く、中道は1975年の四国地区選（鳴門）で記念覇者の仲間入りをしている。
村上ら22期生は競艇場を渡り歩きながら訓練をした最後の期であり、本栖研修所を知らない最後の世代ということになる。訓練合格者はまず下関に集結し、その後は福岡以外の中国・四国と九州の全ての競艇場を回り、最後は下関に戻る。開催の無い日に競艇場を借りて訓練をするが、日曜日は訓練も休みで、土曜日にモーターやボートなどの備品を積み込んで一斉に移動し、選手宿舎に宿泊、現在の1年分の訓練を5ヶ月でこなした。
彦坂郁雄の弟も同期であったが、22期は喧嘩をした記憶は全く無いなど非常に仲も良かった。
若手の頃には同期の黒明や大森健二・林通と一緒に「岡山ヤング会」を作って、櫃石島で泊まり込みのキャンプなどをやっていた。
1973年の第19回モーターボート記念競走（下関）で瀬戸康孝の3着、1975年の第2回笹川賞競走（常滑）では準優勝で北原友次と岡山勢ワンツーなど実績を積み上げていき、1978年の第24回モーターボート記念競走（唐津）で遂に同期のトップを切って四大特別競走・SG級レース初優勝を記録。中道も自身2度目のSG優出を果たしており、村上の3着に入っている。
1981年3月24日には地元児島で行われた第16回鳳凰賞競走で北原・小川宣昭・黒明と共に優出し、優勝戦では地元同士が1マーク大競り、2マークも大競りを演じる。村上はイン取りに失敗しながら、回り直して3コースに入り、先まくりを決めた北原の空いた懐をすかさず差したが、北原が強引に村上を締め込む。そこに2マークがあり、村上は北原は共に握り合って大きく飛んだ。平尾修二（香川）-小川が恵まれて、2連単9480円という当時のSG優勝戦最高配当が出た。村上3着、北原4着で、共に不本意、特に村上には悔しい結果となった。第28回全日本選手権競走（浜名湖）では北原が独特のレース勘を発揮して2コースからまくりを打ち、加藤峻二の差しは一瞬遅れたものの、2マークを回って北原を視界に捕えると、ホームでみるみる差を詰めて、2周1マーク手前で舳先が入った。皮肉にも引くに引けない形になり、幸運にも3番手を走っていたのが村上であった。進入は酒井忠義が回り直したため5コースに決まり、加藤と北原の競り合いをチャンスとばかりに村上は差し、鳳凰賞とは逆の展開で優勝。圧勝と思われた加藤・北原の「KKコンビ」が大死闘を演じる中、村上が漁夫の利を得て四大特別競走・SG級2勝目を挙げた。村上は2回の優勝がダービーと若松周年で、獲得賞金は2位であったが、勝率、1着本数は彦坂に遠く及ばなかった。それでもSGの成績やダービー制覇の価値が高く評価され、同年のMVPに選出された。
軽量で加藤と並ぶアウトの名手と知られ、レース展開ひとつで突き抜けてくる俊敏さが際立っていた。
1999年1月13日のびわこ「一般競走」で1号艇4コースからまくりを決め、寺田祥・福永達夫を抑えて最後の優勝を飾り、2002年7月23日の住之江一般戦「第36回日刊スポーツ盾争奪 しぶき杯競走」が最後の優出（6号艇6コース進入で6着）となった。2003年1月6日の丸亀一般戦「市長杯争奪まるがめ競艇大賞」最終日2Rで1号艇4コースからまくりを決め、最後の勝利となる通算2108勝目を挙げる。同26日の平和島一般戦「第6回神奈川新聞社賞レース」最終日1Rが最後の出走となり、3号艇3コース進入で結果は5着であった。
2007年、ボートレース殿堂マイスター入りを果たす。

## 獲得タイトル
※太字は四大特別競走を含むSG級レース
- 1971年 - 鳴門開設18周年記念競走
- 1974年 - 児島開設22周年記念競走、津開設22周年記念競走
- 1975年 - 丸亀開設23周年記念競走
- 1976年 - 児島開設24周年記念競走、三国開設23周年記念競走
- 1978年 - 第24回モーターボート記念競走（唐津）
- 1980年 - 三国開設27周年記念競走
- 1981年 - 第28回全日本選手権競走（浜名湖）
- 1992年 - モーターボート大賞競走（宮島）